# Gardnerina
Gardnerina es un género botánico monotípico perteneciente a la familia de las asteráceas. Su única especie: Gardnerina angustata es originaria de Brasil donde se encuentra en el Cerrado.

## Descripción
Las plantas de este género sólo tienen disco (sin rayos florales) y los pétalos son de color blanco, ligeramente amarillento blanco, rosa o morado (nunca de un completo color amarillo).

## Taxonomía
Gardnerina angustata fue descrita por (Gardner)  R.M.King & H.Rob.  y publicado en Phytologia 49: 2. 1981.
Sinonimia
- Alomia angustata (Gardner) Benth. ex Baker
- Piqueria angustata Gardner basónimo[5]